# Sam Lacey
Samuel Lacey, detto Sam (Indianola, 28 marzo 1948 – Kansas City, 14 marzo 2014), è stato un cestista statunitense, professionista nella NBA.

## Carriera
Venne selezionato dai Cincinnati Royals al primo giro del Draft NBA 1970 (5ª scelta assoluta).

## Palmarès
- NBA All-Star (1975)
- 1 volta maggior numero di rimbalzi difensivi in stagione NBA
- Quarantasettesimo miglior rimbalzista di sempre NBA